# Аварська пустеля
Аварська пустеля (Solitudines Avarorum, або solitudines Avarorum et Pannoniorum)  — умовна назва території Панонії та Потисся (Нирщини) в 9-10 століттях. В 8-9 століттях в процесі колапсу і розпаду аварського каганату, його землі стали ареною запеклих воєнних дій і помсти аварським містам з боку пригноблених народів і сусідніх держав . 
Авари чинили репресії і зневагу до підвладних народів і навколишніх  держав,  суспільний лад аварів над підвладними народами називають "Аварським ігом (ярмом)". Наприклад є свідчення про те що авари запрягали жінок племені дулібів до возів. В результаті авари спровокували небувалу ненависть до себе з боку підвладних народів і навколишніх держав . В процесі колапсу Аварського каганату на зламі 8 і 9 століть, підвладні народи і навколишні держави в рамках помсти знищили всі аварські міста, також знищували будь-що, що було пов'язано з аварами. Тому землі Панонії та Потисся (Нирщини) в 9 і 10 століттях нагадували "пустелю". 